# マインザットバード
マインザットバード (Mine That Bird) はアメリカ合衆国生産の競走馬。おもな勝ち鞍に2009年のケンタッキーダービー、2008年のグレイステークス（G3）など。2008年のソヴリン賞最優秀2歳牡騸馬に選出された。

## 戦績
- 特記事項なき場合、本節の出典はEQIBASE[1]

2008年7月20日、カナダのデビット・コティ厩舎所属馬としてウッドバイン競馬場のメイドン競走でデビューし、5着。2戦目で勝ちあがるとリステッド競走のシルヴァーデピュティステークス、スインフォードステークス、G3競走グレイステークスをも勝って4連勝を記録する。グレイステークスののち、アメリカ合衆国のリチャード・マンデラ厩舎に移籍してブリーダーズカップ・ジュヴェナイルに出走するが、ミッドシップマンから9馬身4分の3差離された12頭立ての最下位に終わる。2歳時はカナダ時代の5戦を含めて重賞1勝を含む6戦4勝、ソヴリン賞の最優秀2歳牡騸馬に選ばれた。
ブリーダーズカップ・ジュヴェナイルのあと、ベニー・ウォーレイ厩舎に移籍。2009年を迎えて2つのリステッド競走、ボーダーランドダービーとサンランドダービーに出走するがそれぞれ2着と4着に終わる。その後ケンタッキーダービーに出走するが、評価は低く19頭立ての17番人気、配当も50対1（51倍見当）と明らかな不人気であった。レースでは道中最後方に位置し、直線にかかるや内側から抜け出して2着パイオニアオブザナイルに6馬身4分の3差つけて優勝。着差は1946年の三冠馬アソールトの8馬身差に次ぐ史上2番目に大きい着差、2ドルをかけると103ドルになって戻ることを意味する50対1の配当は1913年のドーンレイルに次ぐ記録となった。鞍上のカルヴィン・ボレルは前日のケンタッキーオークスもレイチェルアレクサンドラで制しており、史上7人目の同一年ダービー･オークス制覇となった。2冠目のプリークネスステークスではボレルがレイチェルアレクサンドラに騎乗するためマイク・スミスが騎乗し、レースでは逃げるレイチェルアレクサンドラを追い込むが1馬身とどかず2着。ベルモントステークスで鞍上はボレルに戻ったがサマーバードの3着に終わる。その後は8月1日のウェストヴァージニアダービーに出走したが、ボレルはベルモントステークスのあとに降板を申し出ており、スミスの手綱で出走も3着。その後は鞍上が再びボレルに戻ったもののグッドウッドステークス6着、ブリーダーズカップ・クラシックでも9着と6着以下の成績が続き、古馬になった2010年にはウェイン・ルーカス厩舎に移籍するも勝てない競馬が続いて、11月6日のブリーダーズカップ・ダートマイルで10着に終わったのが最後の競馬となった。
引退後は、ニューメキシコ州ロズウェル近郊にあるダブルイーグルランチの農場に繋養されている。功労馬繋養施設オールドフレンズからの譲渡申し入れもあったが、ダブルイーグルランチのオーナーであるマーク・アレンの「彼は私たちの家族の一員だから」という意向により断っている。
2022年からはテキサス州のトレーニングセンターHVランチのステーブルポニーとなっている。

## 競走成績
以下の内容は、EQIBASEの情報および記載法に基づく。
| 出走日     | 競馬場             | 競走名                             | 格 | 距離   | 着順 | 騎手            | 着差       | 1着（2着）馬         |
| ---------- | ------------------ | ---------------------------------- | -- | ------ | ---- | --------------- | ---------- | -------------------- |
| 2008.07.20 | ウッドバイン       | 未勝利                             |    | AW6f   | 5着  | C. モンペリエ   | 9 1/4馬身  | Oconee               |
| 2008.08.04 | ウッドバイン       | 未勝利                             |    | AW6f   | 1着  | C. モンペリエ   | 1 3/4馬身  | (Trip Permit)        |
| 2008.08.23 | ウッドバイン       | シルヴァーデピュティS              | L  | AW6.5f | 1着  | C. サザーランド | 2馬身      | (Oconee)             |
| 2008.09.14 | ウッドバイン       | スインフォードS                    | L  | AW7f   | 1着  | C. サザーランド | クビ       | (Win And Reign)      |
| 2008.10.05 | ウッドバイン       | グレイS                            | G3 | AW8.5f | 1着  | C. サザーランド | 1/2馬身    | （Bear's Conductor） |
| 2008.10.25 | サンタアニタ       | ブリーダーズカップ・ジュヴェナイル | G1 | AW8.5f | 12着 | C. サザーランド | 5馬身      | Midshipman           |
| 2009.02.28 | サンランドパーク   | ボーダーランドダービー             | L  | D8.5f  | 2着  | C.ランバート    | クビ       | Scorewithcater       |
| 2009.03.29 | サンランドパーク   | サンランドダービー                 | L  | D9f    | 4着  | C.ランバート    | 3 1/4馬身  | Kelly Leak           |
| 2009.05.02 | チャーチルダウンズ | ケンタッキーダービー               | G1 | D10f   | 1着  | C. ボレル       | 6 3/4馬身  | (Pioneerof the Nile) |
| 2009.05.16 | ピムリコ           | プリークネスS                      | G1 | D9.5f  | 2着  | M. スミス       | 1馬身      | Rachel Alexandra     |
| 2009.06.06 | ベルモントパーク   | ベルモントS                        | G1 | D12f   | 3着  | C. ボレル       | 2 3/4馬身  | Summer Bird          |
| 2009.08.01 | マウンテニアパーク | ウェストヴァージニアダービー       | G2 | D9f    | 3着  | M. スミス       | 1 3/4馬身  | Soul Warrior         |
| 2009.10.10 | サンタアニタ       | グッドウッドS                      | G1 | AW9f   | 6着  | C. ボレル       | 3 1/4馬身  | Gitano Hernando      |
| 2009.11.07 | サンタアニタ       | ブリーダーズカップ・クラシック     | G1 | AW10f  | 9着  | C. ボレル       | 11馬身     | Zenyatta             |
| 2010.07.04 | チャーチルダウンズ | ファイアークラッカーH              | G2 | D9f    | 8着  | C. ボレル       | 7 3/4馬身  | Tizdejavu            |
| 2010.08.07 | サラトガ           | ホイットニーH                      | G1 | D9f    | 5着  | C. ボレル       | 12 1/2馬身 | Blame                |
| 2010.09.04 | サラトガ           | ウッドワードS                      | G1 | D9f    | 7着  | R. マラージ     | 21 1/4馬身 | Quality Road         |
| 2010.11.06 | チャーチルダウンズ | ブリーダーズカップ・ダートマイル   | G1 | D8f    | 10着 | M. スミス       | 10 1/2馬身 | Dakota Phone         |

## 血統表
| マインザットバード (Mine That Bird)の血統 | マインザットバード (Mine That Bird)の血統                                           | マインザットバード (Mine That Bird)の血統                                           | （血統表の出典）                                                                    | （血統表の出典） |
| 父系                                      | ミスタープロスペクター系                                                            | ミスタープロスペクター系                                                            | ミスタープロスペクター系                                                            |                  |
| 父 Birdstone 2001 鹿毛                    | 父の父Grindstone 1993 黒鹿毛                                                        | Unbridled                                                                           | Fappiano                                                                            | Fappiano         |
| 父 Birdstone 2001 鹿毛                    | 父の父Grindstone 1993 黒鹿毛                                                        | Unbridled                                                                           | Gana Facil                                                                          |                  |
| 父 Birdstone 2001 鹿毛                    | 父の父Grindstone 1993 黒鹿毛                                                        | Buzz My Bell                                                                        | Drone                                                                               | Drone            |
| 父 Birdstone 2001 鹿毛                    | 父の父Grindstone 1993 黒鹿毛                                                        | Buzz My Bell                                                                        | Chateaupavia                                                                        |                  |
| 父 Birdstone 2001 鹿毛                    | 父の母Dear Birdie 1987 栗毛                                                         | Storm Bird                                                                          | Northern Dancer                                                                     | Northern Dancer  |
| 父 Birdstone 2001 鹿毛                    | 父の母Dear Birdie 1987 栗毛                                                         | Storm Bird                                                                          | South Ocean                                                                         |                  |
| 父 Birdstone 2001 鹿毛                    | 父の母Dear Birdie 1987 栗毛                                                         | Hush Dear                                                                           | Silent Screen                                                                       | Silent Screen    |
| 父 Birdstone 2001 鹿毛                    | 父の母Dear Birdie 1987 栗毛                                                         | Hush Dear                                                                           | You All                                                                             |                  |
| 母 Mining My Own 2001 栗毛                | 母の父Smart Strike 1992 鹿毛                                                        | Mr. Prospector                                                                      | Raise A Native                                                                      | Raise A Native   |
| 母 Mining My Own 2001 栗毛                | 母の父Smart Strike 1992 鹿毛                                                        | Mr. Prospector                                                                      | Gold Digger                                                                         |                  |
| 母 Mining My Own 2001 栗毛                | 母の父Smart Strike 1992 鹿毛                                                        | Classy'n Smart                                                                      | Smarten                                                                             | Smarten          |
| 母 Mining My Own 2001 栗毛                | 母の父Smart Strike 1992 鹿毛                                                        | Classy'n Smart                                                                      | No Class                                                                            |                  |
| 母 Mining My Own 2001 栗毛                | 母の母Aspenelle 1990 栗毛                                                           | Vice Regent                                                                         | Northern Dancer                                                                     | Northern Dancer  |
| 母 Mining My Own 2001 栗毛                | 母の母Aspenelle 1990 栗毛                                                           | Vice Regent                                                                         | Victoria Regina                                                                     |                  |
| 母 Mining My Own 2001 栗毛                | 母の母Aspenelle 1990 栗毛                                                           | Little to Do                                                                        | Dynastic                                                                            | Dynastic         |
| 母 Mining My Own 2001 栗毛                | 母の母Aspenelle 1990 栗毛                                                           | Little to Do                                                                        | Tribal to Do                                                                        |                  |
| 母系(F-No.)                               | (FN:23-b)                                                                           | (FN:23-b)                                                                           | (FN:23-b)                                                                           | [ § 2 ]          |
| 5代内の近親交配                           | Mr. Prospector 3 × 5 = 15.62%、Northern Dancer 4 × 4 = 12.50%、Nashua 5 × 5 = 6.25% | Mr. Prospector 3 × 5 = 15.62%、Northern Dancer 4 × 4 = 12.50%、Nashua 5 × 5 = 6.25% | Mr. Prospector 3 × 5 = 15.62%、Northern Dancer 4 × 4 = 12.50%、Nashua 5 × 5 = 6.25% | [ § 3 ]          |
| 出典                                      | 1. 2. 3.                                                                            | 1. 2. 3.                                                                            | 1. 2. 3.                                                                            | 1. 2. 3.         |